# خوسيه سانتوس غوارديولا
خوسيه سانتوس غوارديولا (بالإسبانية: José Santos Guardiola)‏ هو سياسي هندوراسي، ولد في 1 نوفمبر 1816 في هندوراس، وتوفي في 11 يناير 1862 في كوماياغوا في هندوراس. حزبياً، نشط في الحزب الليبرالي الهندوراسي. وقد انتخب رئيس هندوراس.